# Хвошно (Витебская область)
Хвошно (бел. Хво́шна) — деревня в Городокском районе Витебской области Белоруссии. Входит в состав Бычихинского сельсовета.

## География
Находится примерно в 10 верстах к юго-востоку от деревни сельсовета Гурки. В 3 верстах к юго-востоку находилась деревня Пуляхи
От названия деревни Хвошно происходит еврейская фамилия Хвошнянский.

## Население
- 1999 год — 276 человек
- 2010 год — 86 человек[5]
- 2019 год — 60 человек[1]

## Достопримечательность
- Православная Вознесенская церковь (конец XVIII — начало XIX века)  памятник архитектуры
- Военное кладбище —  Историко-культурная ценность Республики Беларусь, шифр 213Д000362

## Галерея

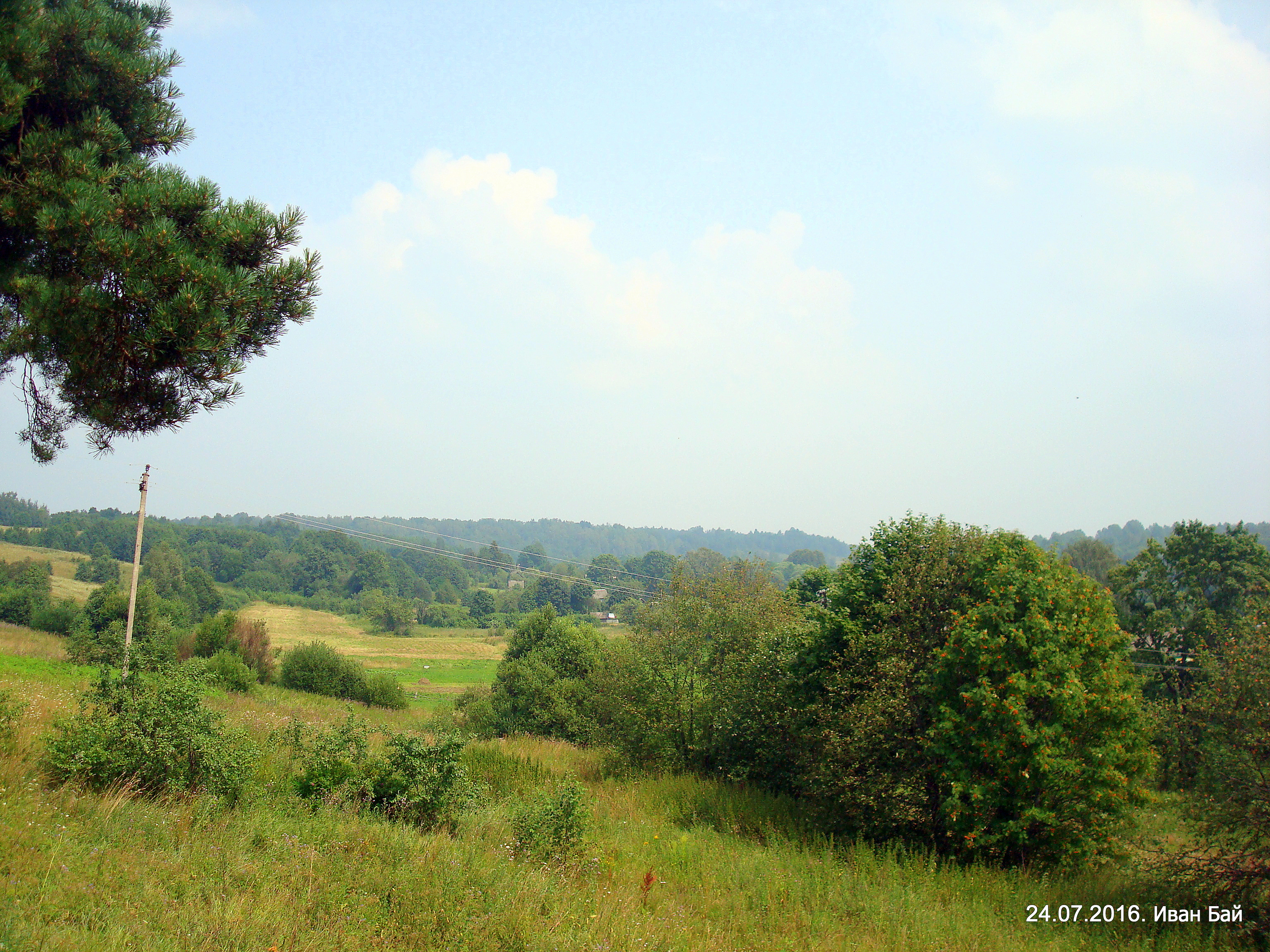
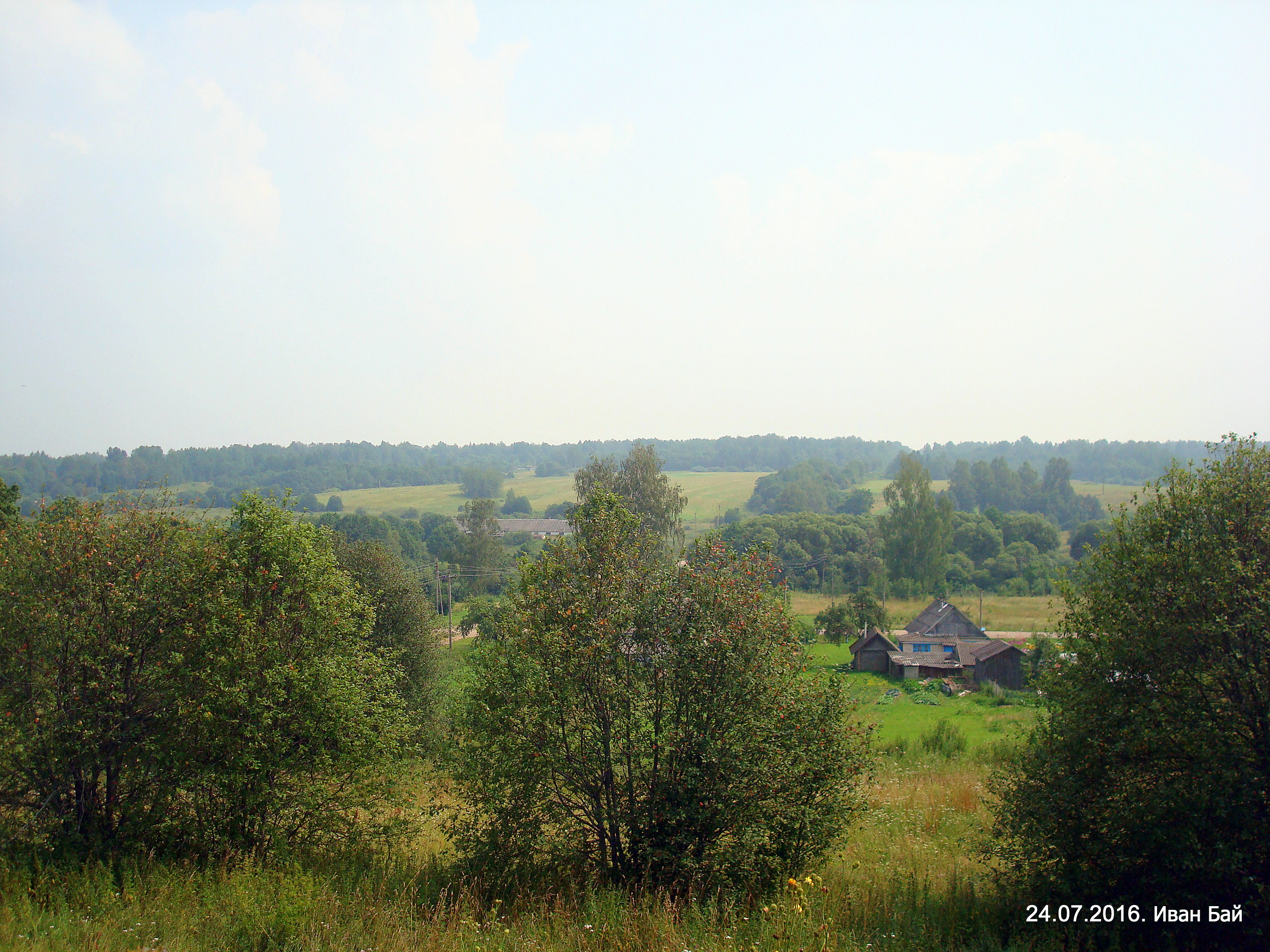
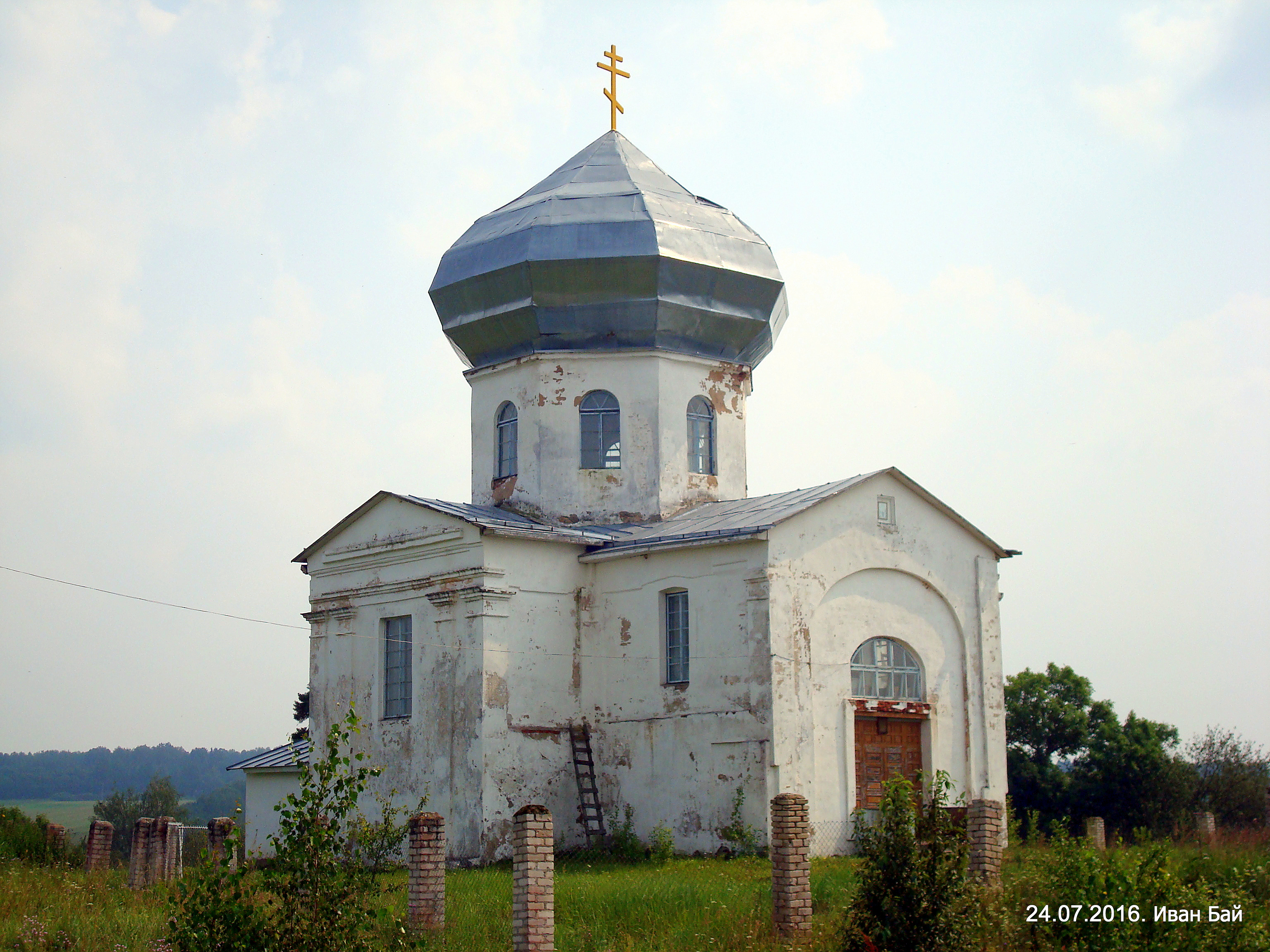